# The Untouchables (telessérie)
The Untouchables (br.: Os Intocáveis) é uma série de televisão estadunidense, exibida de 1959 a 1963 pelo canal ABC. Com histórias baseadas no livro de memórias de título homônimo de 1947, escrito por Eliot Ness e Oscar Fraley. A série foi a primeira produção dramática da Desilu Productions, estúdio de Desi Arnaz e Lucille Ball, famosos comediantes da televisão americana.
O programa "ficcionalizou" as experiências do agente do Tesouro Americano da vida real Eliot Ness durante o período da Lei Seca, em luta contra o crime organizado de Chicago nos anos de 1930. Ele contava com a ajuda de uma equipe formada por agentes policiais corajosos e incorruptíveis apelidada de "Os Intocáveis". A série foi adaptada para um filme longa-metragem de 1987, dirigido por Brian De Palma e roteiro de David Mamet.
A série durou quatro temporadas e totalizou 118 episódios de 50 minutos cada, além de um piloto em duas partes. Estreou em 15 de outubro de 1959 e se encerrou em 21 de maio de 1963.A música-tema foi composta por Nelson Riddle.
Um ponto marcante neste seriado era a boa narração histórica no início de casa episódio e que voltava ao final, relatando o fim que levou cada personagem que foi preso.

## Elenco

### Elenco principal

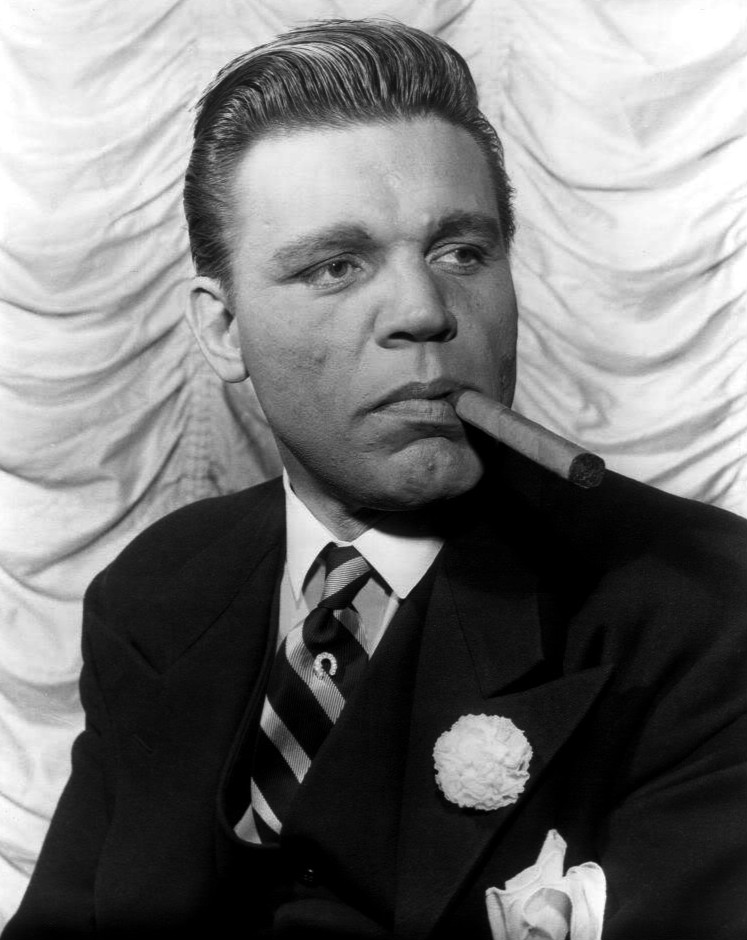
Neville Brand como Al Capone em 1959

- Robert Stack…Eliot Ness
- Neville Brand…Al Capone
- Walter Winchell…Narrador

### Outros Intocáveis
- Abel Fernandez…Agente William Youngfellow
- Nick Georgiade…Agente Enrico "Rico" Rossi
- Paul Picerni…Agente Lee Hobson (segunda temporada)
- Steve London…Agente Jack Rossman
- Jerry Paris…Agente Martin Flaherty (primeira temporada)
- Chuck Hicks…Agente LaMarr Kane (primeira temporada)
- Anthony George…Agente Cam Allison (primeira temporada)

### Outros atores
- Bruce Gordon…Frank Nitti
- Frank Dekova…Jimmy Napoli
- Locutor: Les Lampson - Voz dramática

## Astros convidados notáveis
- Claire Trevor…(episódio 1.2 "Ma Baker and Her Boys")
- Jack Lord…(episódio 1.3 "The Jake Lingle Killing")
- Francis De Sales (episódios 1.23 "Three Thousand Suspects" e 2.9 "The Larry Fay Story")
- Robert Karnes (co-estrela de The Lawless Years, episódios 2.9 "The Larry Fay Story" e 4.15 "Snowball")
- Lee Marvin, James Caan e Roy Thinnes (episódio 4.10 "A Fist of Five")
- Mike Connors (episódio 4.7 "The Eddie O'Gara Story")
- Martin Balsam (episódios 3.3 "Tunnel of Horrors" e 3.21 "Man in the Middle")
- Peter Falk (episódios 1.26 "The Underworld Bank" e 3.1 "The Troubleshooter")
- Gregg Palmer como Paul Di Marco (episódio 2.12 "The Big Train: Part 1")
- Telly Savalas (episódios 2.20 "The Antidote", 3.5 "The Matt Bass Scheme" e 4.14 "The Speculator")
- Russ Conway (episódios 2.12 e 2.13 "The Big Train", 2.25 "Mr. Moon")
- Lee Van Cleef (episódio 1.20 "The Unhired Assassin")
- Herbie Faye (episódio 3.12 como Canhoto em "Fall Guy")
- Charles Bronson (episódio 3.16 "The Death Tree")
- Barbara Stanwyck (episódio 4.8 "Elegy" e 4.13 "Search for a Dead Man")
- Robert Redford (episódio 4.15 "Snowball")
- Robert Duvall (episódio 4.17 "Blues for a Gone Goose")
- Elizabeth Montgomery como Rusty Heller (pelo papel ela receberia uma indicação ao Prêmio Emmy de 1960)

## Tramas
Historicamente situado nos anos de 1929 e 1935, os episódios mostravam a luta de Ness e equipe contra o "império do crime" de Chicago montado pelo gângster Al Capone, além de vários casos de crimes e criminosos da época da Lei Seca.
O primeiro episódio foi apresentado em duas partes dentro da programação "Desilu Playhouse" da CBS, em 1959. Eliot Ness enfrentava Al Capone em Chicago. Neville Brand fez o papel do chefão do crime e Barbara Nichols, sua parceira no crime. O filme, bem violento, fez sucesso e depois seria lançado nos cinemas.

## Curiosidades
- O programa exibia de forma pouco simpática os ítalo-americanos e foi criticado por pessoas conhecidas, inclusive Frank Sinatra,[1] de promover o estereótipo de mafiosos e criminosos para esses descendentes. A família Capone processou o programa.
- A NBC tinha lançado uma série similar denominada The Lawless Years com James Gregory como o protagonista, em episódios de meia-hora que tratavam sobre crimes nos anos de 1920. A série foi ao ar de 1959 a 1961. Apesar de anteceder The Untouchables, The Lawless Years não obteve a mesma popularidade.
- Van Johnson, astro da MGM, estava escalado para interpretar Eliot Ness. Mas desistiu por não concordar com o cachê[2].

## Episódios da Primeira Temporada
"The Empty Chair"Frank Nitti e Jake Guzik disputam quem ocupará o lugar de chefão do crime enquanto Capone está preso. Eliot Ness contrata um novo "Intocável", um barbeiro chamado Enrico Rossi que foi testemunha contra Nitti.
"Ma Barker & Her Boys"Ness e seus homens vão atrás de Ma Barker e dois dos seus filhos que estão num esconderijo na Flórida, o que resultará numa longa e sangrenta batalha.
"The Jake Lingle Story"Após o assassinato de um jornalista famoso, um caçador de recompensas oferece à Ness informações sobre o mafioso Barney Bershe, suspeito de ser o assassino. Mas Ness desconfia do oferecimento.
"The George "Bugs" Moran Story"O arqui-rival de Capone, Bugs Moran, tenta tomar o controle de um sindicato de camioneiros. Ele sequestra o filho do líder dos trabalhadores Larry Halloran para forçar o negócio ilegal.
"Ain't We Got Fun"Com o fim da Lei Seca, Big Jim Harrington elabora um plano para distribuir seu imenso estoque de uísque.
"The Vincent "Mad Dog" Coll Story"O notório gângster "Mad Dog" Coll agita o submundo de Nova Iorque numa disputa com seu rival Dutch Schultz. Ele vai a uma corrida de cavalos (Kentucky Derby) e tenta atirar no animal favorito com um rifle.
"Mexican Stake Out"Um mafioso rapta um testemunha que poderia incriminá-lo e a leva para o México. Ness e um agente especial tentam resgatar a testemunha, mas o agente também acaba capturado.
"The Artichoke King"O mafioso Ciro Terranova, conhecido como o "O rei das alcachofras", tenta tirar do negócio comerciantes novaiorquinos. Ness viaja para a "Big Apple" para impedir mais esse plano criminoso.
"The Tri-State Gang"Ness declara guerra a uma gangue criminosa que aterroriza Pensilvânia, Maryland e Virgínia. O agente LaMarr Kane (Chuck Hicks) é assassinado nesse episódio.
"The Dutch Schultz Story"Ness quer processar Schultz por fraude. Schultz consegue que o julgamento seja realizado numa pequena cidade, onde ele tenta manipular os participantes com ofertas de dinheiro e favorecimentos. Lucky Luciano aproveita a ausência do chefão e assume o poder mafioso em Nova Iorque.
"You Can't Pick The Number"Um amigo de um dos Intocáveis se envolve em problemas com os líderes mafiosos e quando ele é morto, o filho resolve ajudar Ness.
"Underground Railway"Um criminoso foge da prisão e usa uma rota do crime organizado, atravessando o país ao lado de uma mulher disfarçada de sua esposa. Ele muda de aparência com cirurgia plástica e agora os Intocáveis e os criminosos rivais não podem mais reconhecê-lo.
"Syndicate Sanctuary"Quando o juiz aposentado Zabo é assassinado para não disputar a candidatura de prefeito de uma cidade do Illinois, Ness teme que o mafioso Guido Morelli queira transformar o lugar num antro de vício e jogatina.
"The Noise of Death"Ness convence um gângster chefão idoso, que está em disputa com um mais jovem, a ajudá-lo em um julgamento, antes que a máfia o liquide.
"Star Witness"Um contador da máfia é perseguido pelos chefões por causa de seus conhecimentos do negócio. Ele concorda em colaborar com Ness e os Intocáveis passam a escoltá-lo e a família.
"The Saint Louis Story"Um dono de casa noturna rouba um milhão de dolares de uma transportadora. Ness se alia a um corrupto tenente da polícia para tentar prender o ladrão.
"One-Armed Bandit"Ness libera um ex-mafioso, que depois sofre chantagem e é forçado a tentar matar o agente.
"Little Egypt"Uma cidade no sudeste de Illinois é dominada por mafiosos e seus pistoleiros. Um novo agente Intocável consegue se infiltrar na quadrilha e envia mensagens por pombos-correio.
"The Big Squeeze"Ness persegue um ladrão de bancos que se recusa a ter contato com mulheres, dizendo que elas arruinariam o seu negócio. Mas durante uma vagem à Flórida, ele se apaixona.
"The Unhired Assassin"Frank Nitti planeja assassinar o prefeito de Chicago, Anton Cermak. Cermak é atingido e morto em Miami Beach enquanto estava ao lado do presidente Franklin Roosevelt. Mas não foi Nitti quem desferiu o tiro fatal em Cermak.
"The White Slavers"Um tenente de Capone recruta mulheres no México com a promessa de uma vida melhor nos EUA, mas quer transformá-las em "escravas brancas". Durante a viagem, o caminhão com as mulheres é parado e elas são massacradas. Ness se alia a uma madame local para enfrentar os assassinos.
"Three Thousand Suspects"Um mafioso é morto na prisão e Ness recruta um condenado para descobrir o assassino.
"The Doreen Maney Story"Vagamente baseado na história de Bonnie e Clyde, um casal lidera uma quadrilha de ladrões de bancos. Ness captura a mulher e a conduz pelo país até a cadeia.
"Portrait of a Thief"Durante a Depressão, o traficante de bebidas ilegais de Chicago e mentor de Capone, Johnny Torrio, trabalha com dois homens misteriosos.
"The Underworld Bank"O submundo do crime organiza um banco para financiar atividades ilegais. Um dos falsários se apaixona por uma garota dos chefes mafiosos e quando não consegue se casar com ele, resolve se vingar.
"Head of Fire, Feet of Clay"Ness tenta acabar com as apostas ilegais em lutas de boxe. Ele recruta um velho amigo da escola para ajudá-lo, mas essa pessoa não se mostrará confiável.
"The Frank Nitti Story"A Lei Seca está próxima de terminar e Nitti tentar extorquir a indústria de cinema. Usa de ameaças e violências para manter os proprietários das casas exibidoras sob seu controle. Quando um amigo dos Intocáveis é morto Ness se torna ainda mais determinado a por um fim na carreira do criminoso.